# Villefranche-de-Lonchat
 Villefranche-de-Lonchat  (hasta 1953 Villefranche-de-Longchapt) es una población y comuna francesa, situada en la región de Nueva Aquitania, departamento de Dordoña, en el distrito de Bergerac. Es el chef-lieu del cantón de Villefranche-de-Lonchat.

## Demografía
| 814 | 814 | 740 | 801 | 735 | 786 |
| Para los censos de 1962 a 1999 la población legal corresponde a la población sin duplicidades (Fuente: INSEE [Consultar]) |     |     |     |     |     |